# Phyllodactylus insularis
Phyllodactylus insularis (лат.) — вид ящериц из семейства Phyllodactylidae. Эндемик литоральных лесов на небольших островах у побережья Белиза, определяется Международным союзом охраны природы как уязвимый вид.

## Систематика
Вид описан в 1960 году Джеймсом Р. Диксоном на основе материала, собранного Дуайтом Д. Дэвисом на островах Британского Гондураса (ныне Белиз) и первоначально, в 1941 году, каталогизированном как представители вида Phyllodactylus lanei. Поскольку известные находки были сделаны на острове, новому таксону было присвоено видовое название insularis.
Вид относится к роду листопалых гекконов и по-видимому близок к виду Phyllodactylus wirshingi, обитающему в Пуэрто-Рико.

## Внешний вид
Узкая длинная ящерица, рост которой примерно равен ширине тела. Общая длина тела с хвостом около 120 мм, длина тела от кончика морды до основания хвоста около 60 мм. Длина головы голотипа 19 мм, ширина 12 мм, длина передней конечности 18 мм, задней — 25 мм. Диаметр глаза 5 мм.
Вид характеризуется специфичной окраской тела. В формалине верхняя сторона тела шоколадно-коричневая с малозаметными беловатыми пятнами, иногда соединяющимися в волнистые поперечные полосы, а также мелкими пятнышками жжённо-бурого цвета. Вдоль середины спины от затылка до основания хвоста проходит узкая полоса жжённо-бурого цвета. Вдоль щеки от ноздри к глазу идёт чётко выраженная белая полоса, при виде сверху две полосы образуют перевёрнутую латинскую букву V. Под глазом беловатое пятно, яркость которого у отдельных экземпляров различается. Нижняя сторона тела, включая конечности и хвост желтовато-бурая. Цвета в естественной среде обитания, предположительно, более яркие.
Вид отличается от своих континентальных родичей структурой кожного покрова на спине и морде. Если у континентальных листопалых гекконов вдоль спины насчитывается 13—14 рядов увеличенных спинных бугорков, то у P. insularis их 16—18. Сами бугорки более мелкие — в срединном ряду их количество от затылка до основания хвоста превышает 40, тогда как у остальных видов их в среднем меньше 30. Между глазом и ноздрёй количество бугорков также выше — в среднем около 14 против 11.

## Среда обитания и распространение
Phyllodactylus insularis — обитатель литоральных лесов, встречается на высотах от 0 до 50 метров над уровнем моря. Отмечался в общей сложности на восьми небольших коралловых островах у побережья Белиза, в том числе входящих в атоллы Лайтхауз (остров Хаф-Мун-Кей — место обнаружения голотипа) и Гловерс. Предположительно способен выживать на небольших лесистых участках, что позволяет не считать ареал вида раздробленным. Общая площадь ареала составляет менее 5000 км², что при менее чем десяти известных локациях послужило Международному союзу охраны природы основанием для включения данной рептилии в список уязвимых видов.
Хотя вид не представляет интереса для охотников и коллекционеров, предполагается, что его численность снижается. Причиной снижения численности Международный союз охраны природы называет уменьшение площади привычной среды обитания, вызванное сведением лесов на островах. В то же время некоторые из известных локаций расположены на охраняемых природных территориях.